# سيلفي هينروتين
سيلفي هينروتين (بالفرنسية: Louise Pauline Mainguené)‏ هي ممثلة فرنسية، ولدت في 3 يناير 1883 بباريس في فرنسا، وتوفيت في 5 يناير 1970 بكومبيين في فرنسا.

## وصلات خارجية
- سيلفي هينروتين على موقع IMDb (الإنجليزية)
- سيلفي هينروتين على موقع ألو سيني (الفرنسية)
- سيلفي هينروتين على موقع أول موفي (الإنجليزية)
- سيلفي هينروتين على موقع قاعدة بيانات الأفلام السويدية (السويدية)
- سيلفي هينروتين على موقع قاعدة بيانات الفيلم (الإنجليزية)